# Real Thing Shakes
《Real Thing Shakes》是日本樂團B'z的第二十張單曲

## 簡介
- 日本歌手發行的全英語作詞的單曲裡，第一次賣破百萬的作品。另外一個全英語作詞的單曲是DREAMS COME TRUE的WINTER SONG。
- 自《太陽のKomachi Angel》以來第一首不是由吉他手松本孝弘製作的B'z單曲，而是選擇由英國音樂製作人Andy Johns製作。
- 本張作品被認為是最能展示主唱稻葉浩志寬廣音域的作品之一[1]。
- 第8張單曲LADY NAVIGATION開始到本張作品，連續13張單曲賣破百萬，獨霸日本連續百萬單曲第一的紀錄17年，至2013年被AKB48以單曲《真心電流》超越，目前是日本第二。
- 最終銷量約114萬張，是1996年度日本單曲銷量第12位[2]，僅次於同年3月6日發行的《ミエナイチカラ 〜INVISIBLE ONE〜/MOVE》，亦是日本最暢銷單曲第167名。

## 製作人員
- 松本孝弘：吉他・全曲作曲・編曲
- 稲葉浩志：主唱・全曲作詞・編曲
- Gregg Bissonette：鼓
- Tony Franklin：貝斯
- JOSEPH MICHAEL SZEIBERT：電子琴

## 收錄曲
- 1.Real Thing Shakes (4:12)

## 主題曲
- 日本電視台系電視劇『俺たちに気をつけろ。』主題歌。

## 收錄專輯
- B'z The Best "Treasure"
- DEVIL（韓國限定販售）